# دييغو خوسيه
دييغو خوسيه (بالإسبانية: Diego José)‏ (11 ديسمبر 1976 بروساريو في الأرجنتين - ) هو لاعب كرة قدم أرجنتيني في مركز الهجوم. لعب مع تيغري وروزاريو سنترال ونادي أنغوليم ونادي راون الرياضي ونادي روان وFC Montceau Bourgogne ‏ ونادي أتليتكو للبنين ‏ وFC Vesoul ‏ وJura Sud Foot ‏.

## وصلات خارجية
- دييغو خوسيه على موقع قاعدة بيانات كرة القدم.إي يو (الإنجليزية)